# Hou Yu-ih
Dans ce nom chinois, le nom de famille, Hou, précède le nom personnel.
Hou Yu-ih (chinois : 侯友宜 ; pinyin : Hóu Yǒuyí), est un homme politique taïwanais né le 7 juin 1957. Membre du Kuomintang (KMT), il est maire de Nouveau Taipei depuis décembre 2018. Il est candidat du KMT pour l'élection présidentielle de 2024 où il arrive deuxième avec 33,4 % des voix.

## Biographie
Le père de Hou Yu-ih est vendeur de porc. Hou Yu-ih sort diplômé de l'université centrale de la police (en) en 1980 et devient policier. Il enquête sur plusieurs crimes (enlèvements, meurtres) dont la presse parle beaucoup.
Hou dirige l'Agence nationale de la police entre 2006 et 2008. En 2008, Hou est nommé président de l'université centrale de la police.
En 2010, Hou devient premier adjoint au maire de Nouveau Taipei. Le maire est alors Eric Chu.
En octobre 2015, Eric Chu est choisi candidat du KMT pour l'élection présidentielle de janvier 2016. Une fois choisi candidat, Chu se retire temporairement du poste de maire de Nouveau Taipei et laisse la place à Hou.
Chu redevient maire de Nouveau Taipei en 2018 et en mars 2018, Hou démissionne de son poste de maire adjoint pour se préparer à la primaire du KMT pour l'investiture pour l'élection municipale à Nouveau Taipei. Chu ne peut se représenter en raison d'une limite sur le nombre de mandats. Hou est nommé candidat du KMT sur la base de sondage et remporte largement l'élection face à Su Tseng-chang,.
En 2018, Hou est accusé par William Lai, Premier ministre et membre de Parti démocrate progressiste d'avoir fait partie des policiers qui sont envoyés pour arrêter le célèbre militant pro-démocratie Cheng Nan-jung (en) ou Nylon Cheng en 1989. Pour ne pas se faire arrêter, Cheng s'immole et meurt de ses blessures,.
En 2022, Hou est largement réélu maire de Nouveau Taipei face à Lin Chia-lung,.
Hou est candidat non déclaré à l'investiture du KMT pour l'élection présidentielle de 2024. Il est le favori pour obtenir l'approbation du parti, dirigé par Eric Chu, face à la candidature de Terry Gou. Le secrétaire-général du parti, Justin Huang (en) déclare même que le parti soutient la candidature de Hou, avant de se retracter peu après,. En mai, Hou est investi candidat du KMT et Gou lui apporte son soutien. En novembre 2023, Jaw Shaw-kong (en) est nommé candidat du KMT à la vice-présidence.
Sur la question fondamentale du statut de Taïwan, Hou s'oppose à une déclaration d'indépendance de Taïwan. Il s'oppose aussi à la proposition de la Chine continentale d'appliquer le principe « Un pays, deux systèmes » selon lequel Taïwan perdrait son indépendance de facto mais garderait son système politique démocratique. Hou ne se prononce toutefois pas sur le « Consensus de 1992 ». Il déclare aussi que l'armée doit rester prêt à se battre pour défendre la « souveraineté nationale ». Hou décrit la relation entre la Chine et Taïwan comme celle entre la tasse et l'eau : l'une ne va pas sans l'autre et il demande à la communauté internationale de reconnaitre l'« existence » de Taïwan,.
Hou est Hoklo, contrairement à l'état-major du KMT qui est composé de descendants des militaires ayant fui la Chine continentale (Waishengren (en)) en 1949 devant l'avancée des troupes communistes. Cette différence d'origine est la cause de frictions au sein du KMT,.
Hou arrive en deuxième position de l'élection présidentielle avec 33,4 % des voix derrière Lai Ching-te (40,2 %). Le KMT remporte toutefois les élections législatives.